# Christoph Waltz
Christoph Waltz (Wenen, 4 oktober 1956) is een Oostenrijks acteur van Oostenrijks-Duitse afkomst.

## Biografie
Waltz werd geboren in Wenen te Oostenrijk als de zoon van de West-Duitse Johannes Waltz en de Oostenrijkse Elisabeth Urbancic, zij waren ook beiden actief in het theater. Zijn grootvader aan zijn moeders kant was psychiater en psycholoog Rudolf von Urban en zijn grootmoeder aan zijn moeders kant was burgtheater actrice Maria Mayen, zijn stief-grootvader was acteur Emmerich Reimers. Zijn overgrootouders werkten ook in het theater.
Hoewel Waltz in Wenen geboren werd en hij ook in Oostenrijk naar school ging, was hij Duits staatsburger. In 2010 kreeg hij de Oostenrijkse nationaliteit.

## Carrière
Waltz speelde in verschillende Duitstalige televisiefilms en als Eduard in de serie Parole Chicago, voordat hij in 1982 debuteerde op het witte doek als Tristan in Feuer und Schwert - Die Legende von Tristan und Isolde. Sindsdien speelde Waltz in meer dan twintig bioscoop- en meer dan veertig televisiefilms. Naast Duits spreekt hij vloeiend Engels en Frans en hij speelde filmrollen in alle drie die talen. Als kolonel Hans 'The Jew Hunter' Landa in Inglourious Basterds (2009) vertoont Waltz zijn beheersing van deze talen in één film. Het Italiaans, dat hij in deze film eveneens spreekt, beheerst hij naar eigen zeggen echter niet.

### Onderscheidingen
Waltz won in 2010 onder meer een Oscar, een Golden Globe en een BAFTA Award voor zijn bijrol als 'Jodenjager' Hans Landa in Quentin Tarantino's oorlogsfilm Inglourious Basterds. Diezelfde prijzen won hij in 2013 opnieuw voor zijn bijrol als premiejager in de westernfilm Django Unchained, eveneens onder regie van Tarantino. Waltz won hiernaast meer dan 45 andere prijzen, waaronder een Satellite Award, een Screen Actors Guild Award en de prijs voor beste acteur op het Filmfestival van Cannes 2009 (alle drie voor Inglourious Basterds) en verschillende malen de Adolf Grimme Preis, de belangrijkste televisieprijs van Duitsland.
Waltz kreeg op 1 december 2014 een ster op de Hollywood Walk of Fame.

## Persoonlijk leven
Waltz heeft drie volwassen kinderen uit een vorig huwelijk met een joodse vrouw. Een van zijn zonen is een orthodoxe jood. Een vierde kind, een dochter, kreeg hij bij zijn tweede echtgenote, een kostuumontwerpster.

## Filmografie

### Film
- 1981: Kopfstand
- 1982: Fire and Sword als Tristan
- 1986: Wahnfried als Friedrich Nietzsche
- 1989: Quicker than the Eye
- 1991: Życie za życie: Maksymilian Kolbe
- 1997: Die Farbe des Lebens
- 1998: Sieben Monde
- 1998: Das merkwürdige Verhalten geschlechtsreifer Großstädter zur Paarungszeit
- 1998: The Final Game als Kant
- 1999: Die Braut
- 2000: Death, Deceit and Destiny Aboard the Orient Express als Brian
- 2000: Ordinary Decent Criminal als Peter
- 2000: Falling Rocks
- 2000: She
- 2000: Queens Messenger
- 2003: Herr Lehmann als Dokter
- 2003: Der alte Affe Angst
- 2003: Schussangst
- 2006: Lapislazuli - im Auge des Bären
- 2009: Inglourious Basterds als Kolonel Hans Landa
- 2011: Carnage als Alan Cowan
- 2011: The Green Hornet als Benjamin Chudnofsky/Bloodnofsky
- 2011: The Three Musketeers als Kardinaal Richelieu
- 2011: Water for Elephants als August Rosenbluth
- 2012: Django Unchained als Dr. King Schultz
- 2013: Epic als Mandrake (stem)
- 2013: The Zero Theorem als Qohen Leth
- 2014: Big Eyes als Walter Keane
- 2014: Horrible Bosses 2 als Burt Hanson
- 2014: Muppets Most Wanted als zichzelf
- 2015: Spectre als Franz Oberhauser / Ernst Stavro Blofeld
- 2016: The Legend of Tarzan als Léon Rom
- 2017: Downsizing als Dusan Mirkovic
- 2017: Tulip Fever als Cornelis Sandvoort
- 2019: Alita: Battle Angel als Dr. Dyson Ido
- 2019: Georgetown als Ulrich Mott
- 2020: Rifkin's Festival als Dood
- 2020: Little Berlin (korte film)
- 2021: No Time to Die als Ernst Stavro Blofeld
- 2021: The French Dispatch als Paul Duval
- 2022: Dead for a Dollar
- 2022: Pinocchio als Count Volpe (stem)
- 2025: Dracula: A Love Tale als priester

### Televisie

#### Televisiefilms
- 1977: Der Einstand
- 1979: Feuer!
- 1981: Die Weltmachine
- 1982: Der geheimnisvolle Fremde
- 1983: Der Sandmann
- 1986: Lenz oder die Freiheit (vierdeler)
- 1988: The Alien Years als Stefan Mueller
- 1989: Goldeneye - Der Mann der James Bond war
- 1992: 5 Zimmer, Küche, Bad
- 1993: König der letzten Tage
- 1994: Ein Anfang von etwas
- 1994: Die Bibel - Jacob
- 1994: Tag der Abrechnung - Der Amokläufer von Euskirchen
- 1995: Prinz zu entsorgen
- 1995: Mann sucht Frau
- 1995: Catherine the Great als Mirovich
- 1996: Der Tourist
- 1996: Du bist nicht allein - Die Roy Black Story
- 1998: Love Scene From Planet Earth als Charly
- 1998: Vickys Alptraum
- 1998: Das Finale
- 1998: Rache für mein totes Kind
- 1998: Schock - Eine Frau in Angst
- 1998: Mörderisches Erbe - Tausch mit einer Toten
- 2000: Falling Rocks als Louis
- 2000: A Question of Confidence (als regisseur)
- 2000: Das Teufelsweib
- 2001: Engel sucht Flügel
- 2001: Riekes Liebe
- 2001: Der Tanz mit dem Teufel – Die Entführung des Richard Oetker
- 2002: Weihnachtsmann gesucht
- 2003: Dienstreise – Was für eine Nacht
- 2003: Jagd auf den Flammenmann
- 2003: Der Mörder ist unter uns
- 2003: Zwei Tage Hoffnung
- 2003: Jennerwein
- 2003: Tigeraugen sehen besser
- 2004: Mörderische Suche
- 2004: Schöne Witwen küssen besser
- 2004: Scheidungsopfer Mann
- 2005: Die Patriarchin (driedeler)
- 2007: Die Verzauberung als Dr. Helmut Bahr
- 2007: Die Zürcher Verlobung - Drehbuch zur Liebe als Frank 'Buffel' Arbogast
- 2008: Das Geheimnis im Wald als Hans Kortmann
- 2008: Das Jüngste Gericht als Peters
- 2008: Todsünde als Sebastian Flies
- 2023: The Portable Door

#### Televisieseries
- 1979: Parole Chicago (13 afleveringen)
- 1985: Ein Fall für zwei – Blutsbande
- 1986: Der Alte – Zwei Leben
- 1986: Derrick – Schonzeit für Mörder?
- 1987: Tatort – Wunschlos tot
- 1988: Derrick – Mord inklusive
- 1990: Der Alte – So gut wie tot
- 1990: The Gravy Train
- 1995: Die Staatsanwältin (3 afleveringen)
- 1996: Kommissar Rex – Der Puppenmörder
- 1996: Rosa Roth – Nirgendwohin
- 1997: Faust – Villa Palermo
- 1997: Schimanski: Blutsbrüder
- 2006: Kommissar Stolberg – Kreuzbube
- 2006: SOKO Rhein-Main – Schuld und Sühne
- 2006: Polizeiruf 110 – Die Lettin und ihr Lover
- 2006: Tatort – Schlaflos in Weimar
- 2007: Unter Verdacht – Hase und Igel
- 2007: Der Staatsanwalt – Glückskinder
- 2008: Die Anwälte – Leben und Tod
- 2008: Tatort – Liebeswirren
- 2009: Polonius Fischer – Hinter blinden Fenstern
- 2020: Most Dangerous Game (15 afleveringen)
- 2023: The Consultant (8 afleveringen)

## Hoorspelen (selectie)
- 1984: Wilhelm Hauff: Saids Schicksale – Regie: Walter Wefel (DRS)
- 1987: Luciano di Crescenzo: Gepriesen seien die, die reden – Regie: Mario Hindermann (DRS/ORF)
- 2000: Helmut Peschina und Edwin Ortmann: Der letzte Stadtschreiber – Regie: Robert Matejka (DeutschlandRadio Berlin/NDR)
- 2001: Albert Ostermeier: Erreger – Regie: Ulrich Lampen (BR)
- 2002: Stefan Ripplinger: Ein gottverdammter Lügner – Regie: Petra Feldhoff (WDR)
- 2004: Emmanuel Bove: Ein Vater und seine Tochter – Regie: Ulrich Lampen (HR)

## Luisterboeken (selectie)
- 2006: Ernst H. Gombrich: Eine kurze Weltgeschichte für junge Leser: Von den Anfängen bis zum Mittelalter. Argon Verlag (DE: ).
- 2007: Robert M. Sapolsky: Mein Leben als Pavian. Random House Audio, ISBN 978-3-8371-7809-8.

## Prijzen

### Oscar

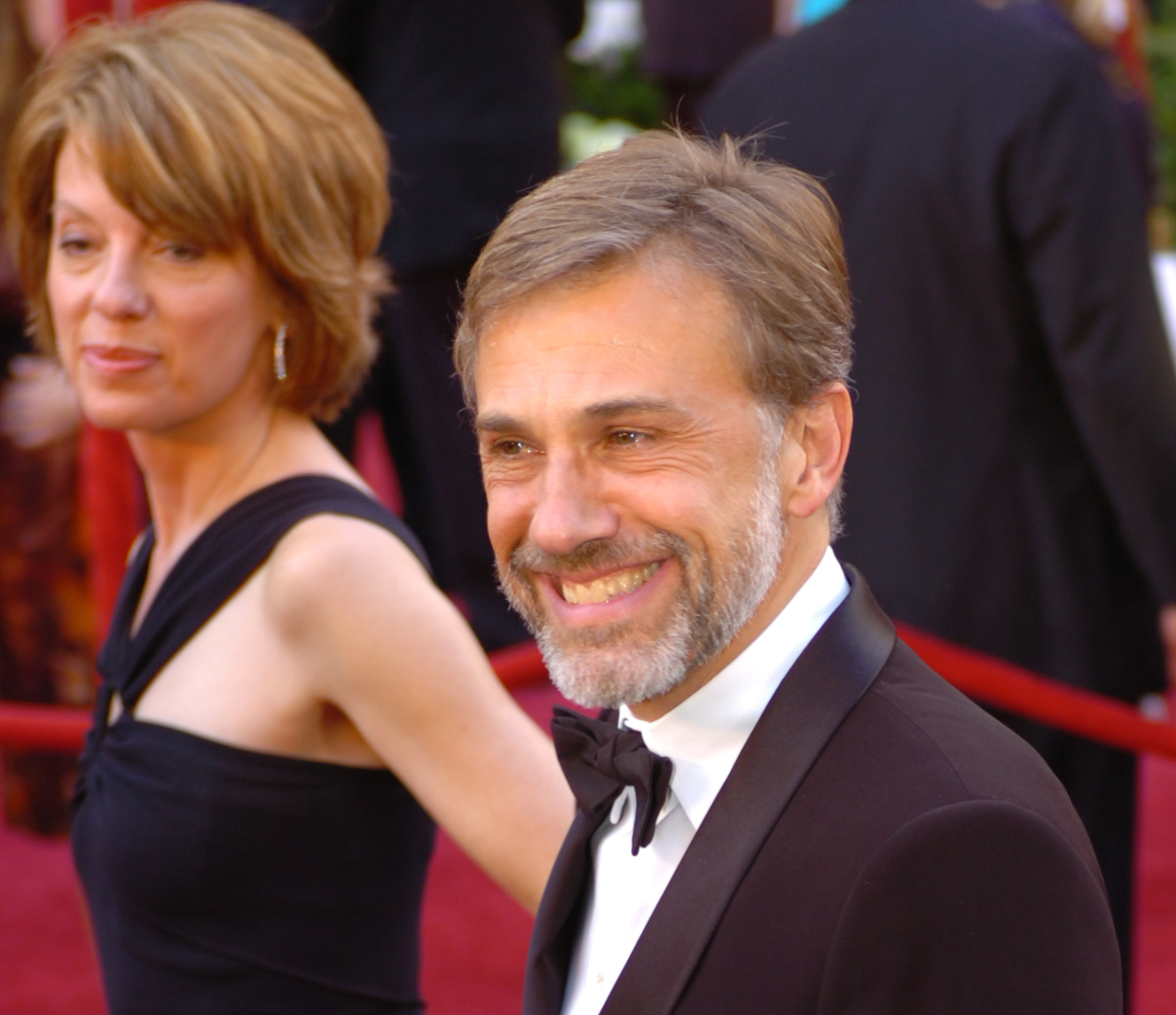
Waltz met zijn vrouw Judith Holste in 2010

- 2010: Beste mannelijke bijrol – Inglourious Basterds: Gewonnen
- 2013: Beste mannelijke bijrol – Django Unchained: Gewonnen

### BAFTA Award
- 2010: Beste acteur met een bijrol – Inglourious Basterds: Gewonnen
- 2013: Beste acteur met een bijrol – Django Unchained: Gewonnen

### Golden Globe
- 2010: Beste mannelijke bijrol – Inglourious Basterds: Gewonnen
- 2013: Beste mannelijke bijrol – Django Unchained: Gewonnen
- 2015: Beste acteur in een komische of muzikale film – Big Eyes: Genomineerd